# Rigyác
Rigyác es un pueblo ubicado en el condado de Zala, Hungría.

## Superficie
Posee una superficie de 15,36 kilómetros cuadrados.

## Demografía
Hasta 2021 la población era de 383 habitantes, con una densidad de población de 24,93 habitantes por kilómetro cuadrado. En 2011 el 89,1% de la población estaba conformada por húngaros y la religión predominante era el catolicismo.